# Nic Weber
Pour les articles homonymes, voir Weber.
Nic Weber (né le 6 juin 1926 à Brachtenbach, Luxembourg, et mort le 11 septembre 2013,) est un journaliste, éditeur et écrivain luxembourgeois.

## Biographie
Nic Weber a grandi dans une famille de 4 enfants. Il a fréquenté l'école secondaire à Echternach (Luxembourg). Quand la guerre éclata et en raison de la grève étudiante de 1942, Nic s'installe à Stahleck, puis près d'Esch-sur-Alzette. Après la Bataille des Ardennes, il repart dans son village natal qui avait beaucoup souffert.
De 1947 à 1953, Nic Weber part étudier à Paris à la Sorbonne, la « Haute École de Journalisme », l'« École Supérieure des Affaires Sociales, Études Internationales » et à l'« École du Louvre ».
En 1950, il était rédacteur en chef à « United Press ».
En 1951, Nic Weber épousa Miep H. E. Roselle. En 1953, il revient au Luxembourg pour travailler plus tard à la « Revue » et un journal quotidien. Dans le même temps, il fut secrétaire, trésorier, vice-président et président de l'"Association des Journalistes".
En 1959 il entre à RTL et, avec quelques employés, il travaille comme pionnier dans les émissions de la télévision luxembourgeoise. Plus tard, il deviendra rédacteur en chef de RTL à Luxembourg.

## Auteur
(mars 2024).
- Le rêve avec un couteau ou un manuel pour le jeu de plateau dans le Crédit Lyonnais (Cahiers Luxembourgeois) 1956 / 4
- Le Médaillon dans CL 1957 / 5,6
- Une maison qui brûle CL (1958 / 1,2
- Le cercle de clôture CL 1958 / 3
- Notes sur un voyage en Allemagne sur le bord d'un congrès des écrivains dans CL 1958 / 4,5
- La Ville (1958 pour les photos de Romain Urhausen)
- Sur la frontière entre terre et mer (Traduction de la poésie de Paul Snoek en allemand) 1963
- Le soldat inconnu CL 1964 / 3
- Rich Harvest CL 1965 / 2
- Rhemara que Maer de Rehbuben dans CL 1965 / 3,4
- Poésie du Luxembourg (Taunus Ville Bull) 1968
- Les pilotes warm-ventre. Deux histoires. Luxembourg: Institut grand-ducal. Section des Arts et des Lettres. 1980
- Journées de Septembre '44 '94 et du paysageEn CL 1994 / 4
- Mac (La mort de Mac Schleich CL 1994 / 5
- Paris avec Jacques Prévert et Romain Urhausen, CL 1997 / 2
- Le Free Press CL 1998 / 1
- Goethe dessins, Köpenick grave CL 1999 / 1
- Photos de Voyage (du sud de l'Angleterre et l'Asie Mineure) CL 2003 / 3
- En Bereldange Jardin CL 2003 / 4

## Éditeur
- RTL Édition(s) (en qualité d'administrateur)
- 1988 : Les Cahiers Luxembourgeois (CL) (revue culturelle, publié 5 fois par an)

## Littérature
- Prix Batty Weber, Nic Weber, Ministère de la Culture, de l'Enseignement supérieur et de la Recherche, Luxembourg, 1999
- J-pol Roden : E Gespréich mam Webesch Néckel, tageblatt 07/06/1999

## Prix
- Prix Weber Batty en 1999